# Астон (Арјеж)
Астон (фр. Aston) је насељено место у Француској у региону Миди Пирене, у департману Арјеж.
По подацима из 2011. године у општини је живело 217 становника, а густина насељености је износила 1,41 становника/km².

## Демографија
| 1962. | 1968. | 1975. | 1982. | 1990. | 2011. |
| ----- | ----- | ----- | ----- | ----- | ----- |
| 215   | 201   | 180   | 321   | 231   | 217   |